# Liste des médias en irlandais
Ceci est une liste des médias en langue irlandaise.

## Télévision

### Chaînes

#### TG4
- « TG Ceathair » émet en Irlande et en Irlande du Nord.

Près de 800 000 téléspectateurs regardent la chaine tous les jours.
Quelques émissions importantes:
- Ros na Rún - feuilleton sentimental
- Aifric - drame pour les enfants
- Amú Amigos - émission de voyage
- Seacht (drama) - drame pour les jeunes
- Paisean Faisean - émission de speed-dating
- South Park en Irlandais
- Harry Potter en Irlandais
- Ardán - émission-débat
- Pop 4 - émission de musique
- Nollaig No. 1 - télé-crochet
- Cúla 4 - des émissions pour les enfants
- Síle - des émissions pour les jeunes
- Nuacht TG4 - info

#### Cúla 4
Chaine par satellite pour les enfants avec une gamme des émissions en Irlandais.

#### RTÉ News Now
Un service d'info en ligne sur le site de RTÉ avec des bulletins et des reportages nationaux et internationaux avec des émissions en irlandais et anglais.

### Chaînes numériques

#### RTÉ Idirnáisiúnta
RTÉ International est une nouvelle chaine numérique qui commencera fin 2009 avec une gamme des émissions en irlandais et en anglais pour les Irlandais à l'étranger surtout au Royaume uni et en Amérique du nord.

#### Oireachtas TV
Oireachtas TV est une chaine numérique parlementaire dans la république d'Irlande qui commencera en 2009.
Les chaines suivantes proposent aussi des émissions en irlandais : RTÉ One, RTÉ Two, BBC One Northern Ireland et BBC Two Northern Ireland.

## Radio

### Stations de radios en irlandais
- RTÉ Raidió na Gaeltachta (RnaG) - une des quatre stations publiques RTÉ.
  - Anocht FM - une station pour les jeunes.
- Raidió Rí-Rá - une station pour les jeunes.
- Raidió Na Life - émit à Dublin.
- Raidió Fáilte - émit à Belfast.
- Radió Idirlíon / Radio en ligne

### Stations avec au moins d'une heure par semaine des émissions en irlandais
Toutes les stations publiques et régionales proposent des émissions en irlandais :
- BBC Radio Foyle
- FéileFM
- NEAR FM 101.6FM
- Wired Luimnigh
- Newstalk
- Radió Corca Baiscinn
- Connemara Community Radio
- Cork Campus Radio
- Dundalk FM100
- Flirt FM
- Liffey Sound FM
- ICR FM
- i102-104FM
- FM104
- Kfm
- South East Radio
- Midlands 103
- Highland Radio
- Galway Bay FM
- Ocean FM
- Mid-West Radio
- Shannonside FM
- WLR FM
- Radio Kerry
- Tipp FM
- Live 95FM
- Clare FM

## Presse

### Journaux

#### Des Quotidiens/Hebdomadaires/Mensuels
- Lá (7 000 lecteurs) - seul quotidien en langue celte.
- Foinse (10 000 lecteurs) - Hebdomadaire
- Saol - Mensuel

#### Des journaux avec des colonnes en irlandais
La plupart des journaux de langue anglaise ont des pages ou des colonnes en irlandais :
- Metro Éireann
- The Irish Times
- The Irish Examiner
- Irish News
- Irish Echo
- An Phoblacht

### Magazines
- Anam Beo à Bruxelles
- An tUltach - un magazine en Ulster.
- Comhar - un magazine mensuel.
- Feasta - un magazine mensuel.
- Nós - un magazine mensuel pour les jeunes.
- An Doras - un magazine d'Amérique du nord.
- Ireland of the Welcomes

- Càrn
- Celtica
- Cuisle
- Cumasc
- Éigse
- An t-Eolaí
- An Gaeilgeoir
- Harvard Celtic Colloquium - 1981-1994
- Iris na Gaeilge
- Journal of Celtic Language Learning
- Journal of Celtic Linguistics
- International Congress of Celtic Studies:  (1959-1995)
- Luimne - Mary Immaculate Colledge magazine, 1999-2000
- Muintir Acla
- An Músgraigheach, 1943-1945
- Oghma
- Táin - Australian magazine with Irish columns
- Zeitschrift für celtische Philologie - 1987-1997

## Internet
- Site info de Nuacht RTÉ
- Site info de Nuacht
- Site info de Beo
- Site info de Foinse
- Site info de Gaelport
- Site info de Nuacht1
- Boards.ie (forum de discussion)
- Politics.ie (forum de discussion)
- Slugger O'Toole (forum de discussion)
- Blog audio Imeall
- Blog Cainteoir